# 松山纜車
松山纜車（英語：Guia Cable Car，澳門居民簡稱纜車）是澳門第一個索道，它連接於東望洋山山頸的松山市政公園及東望洋山山腳的二龍喉公園近入口處，於1997年落成啟用。松山纜車是全球最短的架空索道，僅需80秒就可以完成單程的路途；纜車營運時間為08:00-18:00，每周一為例行維護保養日，全天停止營運。另外，當氣象局懸掛熱帶氣旋信號時也停止營運。
2021年9月21日，市政署宣佈，在例行年度檢查中，發現松山纜車部分零件出現耗損情況須更換，松山纜車於同日起暫停營運；但由於疫情關係，歐洲廠商之技術人員，一直未能如期來澳進行更換450米之主鋼纜工程，至2022年5月29日始能啓動工程，期間二龍喉公園於同日關閉一天。至同年8月16日纜車重新投入服務。

## 門票
| 票種            | 票價 |
| --------------- | ---- |
| 單程車票        | 2.0  |
| 雙程車票        | 3.0  |
| 特種雙程優惠票* | 2.0  |

- 2歲或以上、12歲或以下（持學生證）、65歲或以上

持有香港殘疾人士登記證／澳門殘疾評估登記證之殘疾人士豁免收費

## 車站
- 山上缆车站（松山市政公園）
- 山下纜車站（二龍喉公園）
- 山上纜車站（松山市政公園）
- 山下纜車站入口（二龍喉公園）
- 山上纜車站入口（松山市政公園）

## 接駁交通

### 公共巴士
M61 二龍喉公園（JARDIM FLORA）
| 營運商 | 路線                                            |
| ------ | ----------------------------------------------- |
| 澳巴   | 2、2A、6A、12、18、18A、18B、19、22、23、56、H2 |
| 新福利 | 17、25、25B、32                                 |

### 其他
計程車、三輪車

## 爭議
2023年2月，香港傳媒香港01報道盤點澳門3大中伏景點，當中松山纜車和位於山下纜車站旁的二龍喉公園均上榜，其中纜車車廂出現坐椅發霉的情況。市政署回應有關報道，指「會盡快更換松山纜車車廂座椅，並因應市區發展檢討二龍喉公園的動物安置。」；而市政管理委員會主席戴祖義示，纜車車廂座椅整治維修工作經已開始，期望可於該年4月全部完成。